# Jaume Cussó i Maurell
Jaume Cussó i Maurell fou un empresari català. El 1898 va fundar la fàbrica de pianos Ortiz & Cussó, que des del 1904 s'anomenà Cussó Sociedad Franco-Hispano-Americana. Els seus pianos van guanyar alguns premis a l'Exposició Universal de Milà de 1906 i a l'Exposició Universal de Brusel·less de 1910, i foren utilitzats per compositors i autors com Enric Granados o Arthur Rubinstein.
En el primer quart del segle XX fou president del Banco Hispano-Africano. Durant la primera guerra mundial fou acusat d'estar a sou dels empresaris de l'Imperi Alemany i d'acceptar suborns d'aquests quan era cap del Consell d'Economia Nacional. A més, el 1916 fou enviat com a vocal de Foment del Treball Nacional a Melilla, Ceuta i Tetuan per estudiar possibilitats comercials i colonitzadores.
Fou president de Foment del Treball Nacional de febrer del 1918 a febrer del 1922 i pertanyia al sector més favorable a un enfrontament obert amb la CNT. És l'únic president de Foment que no té retrat en la seu de Foment del Treball. El 1922 el rei Alfons XII d'Espanya li va concedir el títol el títol de vescomte de Cussó.